# 마틸다 데 안젤리스
마틸다 데 안젤리스(Matilda De Angelis, 1995년 9월 11일 ~ )는 이탈리아의 배우, 가수이다. 2021 다비드 디 도나텔로상 여우조연상, 2018 베를린 국제 영화제 슈팅스타상 공동수상자이다.